# Seemann

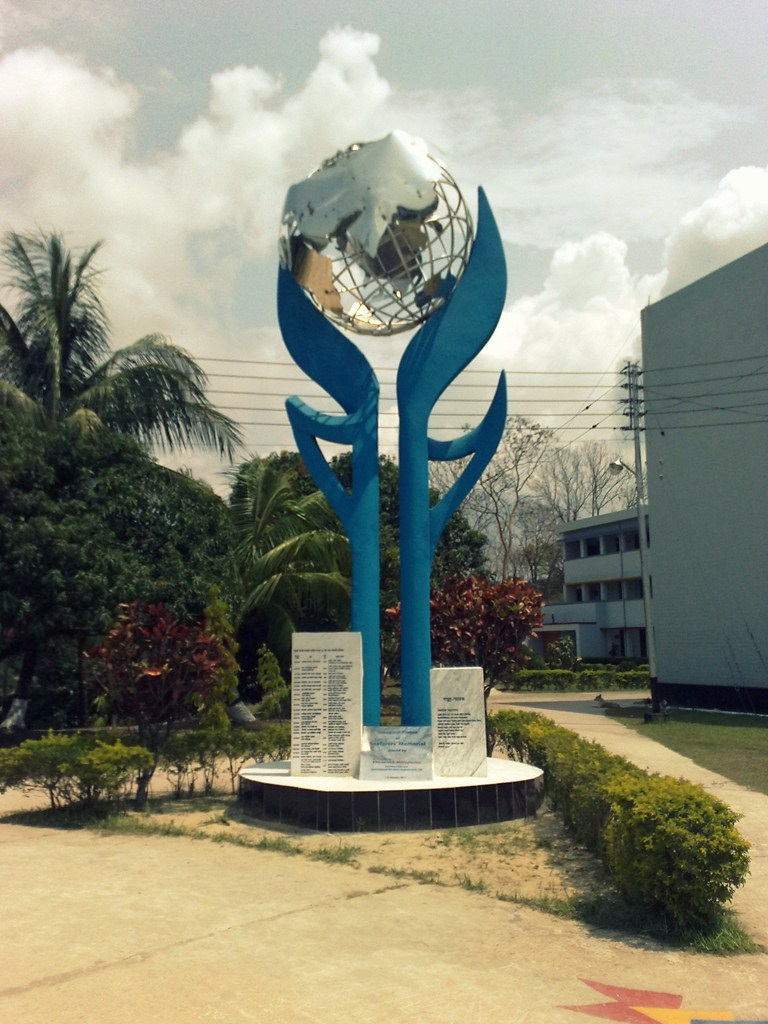
Seefahrerdenkmal in Bangladesch

Seemann, weibliche Form Seemännin, Seefrau, Plural Seeleute, bezeichnet an Bord eines Schiffes tätige Personen. Nach der maßgeblichen internationalen Maritime Labour Convention (MLC), deren Mindeststandards auch dem deutschen Seearbeitsgesetz für Schiffe unter deutscher Flagge zugrunde liegen, ist der Begriff der Seeleute deutlich weiter gefasst als nach früheren gesetzlichen Definitionen.
Durch die 2013 in Kraft getretene MLC umfasst der Begriff Seemann nun alle Personen, die „tatsächlich irgendeine Tätigkeit“ an Bord ausüben, und es ist unerheblich, ob ein wirksamer Heuervertrag besteht, also ein seemännischer Arbeitsvertrag, ob eine besondere Qualifikation vorliegt und wie lange oder wie häufig die Personen ihre Tätigkeit ausüben. Dadurch zählen beispielsweise auch Servicekräfte auf Kreuzfahrtschiffen zu den Seeleuten. Sowohl vor als auch nach 2013 müssen alle Seeleute zur Ausübung ihres Berufes an Bord weiterhin ihre gesundheitliche Eignung durch eine gültige Seediensttauglichkeit nachweisen.
Der international begangene „Day of the Seafarer – Tag des Seefahrers“ findet seit 2010 jährlich am 25. Juni zu Ehren aller Seeleute statt. Er ist kein gesetzlicher Feiertag und soll als ein internationaler Aktionstag der Internationalen Seeschifffahrts-Organisation (IMO) die multinationale Berufsgruppe der Seeleute in das Bewusstsein der Öffentlichkeit rücken. Die IMO führte 2022 den 18. Mai als „Internationalen Tag der Frauen in der Seeschifffahrt“ ein.
In ihrer Eigenschaft als Schirmherrin auch der britischen Sailors' Society von 1952 bis 2022 als ein Teil des weltweit tätigen Hilfswerkes für Seeleute Apostleship of the Sea rückte die „Jahrhundert-Königin“ Elisabeth II. die gesamtgesellschaftliche Bedeutung des entbehrungsreichen Berufes der Seeleute in das öffentliche Bewusstsein mit sinngemäß folgender Beschreibung:

“Times change; but the plights that face seafarers do not. Sailors' Society is here today, as it has been for the past two centuries, to care for those who work om our seas, and upon whom we all rely. Thes men and woman, an invisible workforce, make great sacrifices; away from loved ones for many months at a time and facing dangers. Each and every one of us owes a huge debt of gratitude to our seafarers and those who support them.”

„Zeiten ändern sich; aber die misslichen Zwangslagen mit denen Seefahrer konfrontiert werden ändern sich nicht. Die Sailors' Society ist daher heute, wie in den letzten zwei Jahrhunderten, tätig für die die auf unseren Meeren arbeiten und auf welche wir alle angewiesen sind. Die Männer und Frauen erbringen als „unsichtbare Arbeiter“ große Opfer und sie sind dabei für viele Monate lang weit weg von ihren Lieben. Alle und jeder von uns schulden eine große Dankbarkeit unseren Seefahrern gegenüber und auch denen, die sie unterstützen.“

Die Anzahl der beruflich aktiven Seeleute in der deutschen Seeschifffahrt umfasst nach Daten und Fakten vom Verband Deutscher Reeder eine Größenordnung von knapp 7.000 Beschäftigte insgesamt mit Stand 31. Dezember 2023 (exakt: 6.964 Beschäftigte) und wird jährlich ermittelt und veröffentlicht. Die Medizinische Universität Danzig beziffert 2023 in ihrem Fachjournal „International Maritime Health“ unter Bezugnahme auf Statistiken der European Maritime Safety Agency („EMSA“) die Anzahl der Seeleute in der EU mit etwa 280.000 Personen.
Weltweit umfasst die Berufsgruppe der Seeleute nach Informationen der Internationalen Transportarbeiter-Föderation (ITF) eine Größenordnung von über eine Million berufstätige Seefahrer in der Schifffahrt. Das deutsche Bundesministerium für Digitales und Verkehr geht von weltweit mehr als 1,2 Millionen Seeleuten aus, deren Arbeits- und Lebensbedingungen beaufsichtigt werden durch die Flaggenstaaten und im jeweils angelaufenen Hafen durch die Port State Control auch vor dem Hintergrund der in 2013 weltweit in Kraft getretenen MLC 2006.
Für die Soziale Sicherheit von Seeleuten sind im Verlaufe der Zeit in den zuständigen Flaggenstaaten unterschiedliche Formen der Sozialversicherung bzw. Social Security entstanden. In Deutschland gibt es mit der Seemannskasse seit 1974 eine von der damaligen See-Berufsgenossenschaft zusätzlich gegründete und vom Rechtsnachfolger BG Verkehr weiter geführte spezielle Pflichtversicherung für Seeleute, deren Anzahl 2024 im Jahr ihres 50-jährigen Bestehens (1974–2024) auf einem Festakt in Hamburg an Bord der Rickmer Rickmers mit 5.800 versicherten Seeleuten unter deutscher Flagge dokumentiert wurde.
Im Rahmen einer weltweit unterschiedlich ausgeprägten Erinnerungskultur werden für Seeleute internationale maritime Gedenk- und Aktionstage seit 1975 mit dem Sonntag des Meeres jährlich im Juli, seit 1978 mit dem Weltschifffahrtstag jährlich im September und seit 2011 mit dem Tag des Seefahrers jährlich im Juni weltweit begangen, an denen mit jeweils unterschiedlich gesetzten Schwerpunkten und Möglichkeiten stets an die Seeleute als Menschlicher Faktor in der Maritimen Industrie erinnert wird und das Anliegen der nationalen und internationalen Wertschätzung der Seeleute und ihre grundlegende Bedeutung für den Welthandel in das öffentliche Bewusstsein gerückt und inhaltlich unterstützt wird.
Seeleute sind internationaler Forschungsgegenstand in dem mit Unterstützung von Lloyd’s Register, IMO, ILO, ITF, der brit. HSE und weiteren Unterstützern im Jahre 1995 geschaffenen Internationalen Seeleute-Forschungszentrum „Seafarers International Research Centre“ (SIRC) als Teil des Bereichs Sozialwissenschaften  an der Cardiff University, welches seit 1997 in loser Folge frei zugängliche „SIRC-reports“ in Englischer Sprache veröffentlicht und seit 2003 von „SIRC Director“ Frau Professor Helen Sampson und ihrem Team geführt wird.

## Dienstgrade und Funktionsbezeichnungen

### Kapitän
Der Kapitän an Bord eines Schiffes ist ein Nautiker, der (heute) durch Ausbildung an einer Fachschule oder Fachhochschule sein nautisches Patent erworben hat, dieses zuerst mindestens ein Jahr lang als nautischer Wachoffizier und danach entweder ein Jahr als Erster Offizier oder weiterhin zwei Jahre als nautischer Wachoffizier ausgefahren hat. Als rechtlicher Vertreter des Reeders leitet er den gesamten Schiffsbetrieb und trägt dafür die Verantwortung (Handelsschifffahrt). Auf sehr großen Schiffen gibt es bisweilen auch zwei Kapitäne.
In der Deutschen Marine wird der Begriff Kapitän abweichend gehandhabt, die Bedeutung wie im Zivilleben gibt es in der Marine so überhaupt nicht:
- Der Dienstgrad Kapitän zur See ist ein Stabsoffizier mit dem NATO-Rangcode OF-5.
- Der Schiffsführer wird im militärischen Sprachgebrauch als Kommandant bezeichnet.

In der Deutschen Marine ist nur der Kommandant der Gorch Fock im Dienstgrad Kapitän zur See. Alle andere Schiffe werden von Fregattenkapitänen geführt. Boote unterstehen meistens einem Kapitänleutnant.

### Maschineningenieur/Leitender Ingenieur
Der Maschineningenieur/Leitender Ingenieur (LI, auch Chief für englisch Chief Engineer) ist nach dem Kapitän die zweitwichtigste Person im Schiffsbetrieb. Als Leiter der Maschinenanlage ist er für alle technischen Angelegenheiten an Bord zuständig und verantwortlich.

### Nautischer Wachoffizier
Der nautische Wachoffizier (1., 2., 3. oder 4.) hat ein Patent zum Führen eines Seeschiffes erworben. Mit seiner Wachtätigkeit auf der Brücke ist er für die Sicherheit des Schiffes und des umliegenden Verkehrs verantwortlich (Fahrzeugführer). Ausgebildet wird heute nach dem internationalen STCW-95-Standard für die internationale Seefahrt.
Während der Erste Offizier für Ladung und die Besatzung zuständig ist, ist der Zweite Offizier in der Regel für die Navigation und der Dritte Offizier für die Sicherheitsausrüstung, die Brandabwehr und Rettung zuständig.

### Maschinenpersonal
- Elektriker oder Elektrotechnischer Offizier (sehr selten in Deutschland)
- Maschinist, technischer Offizier: untersteht direkt dem leitenden Ingenieur
- Schiffsmechaniker: ausgelernter Vollmatrose und Schmierer ist sowohl im Decks- als auch im Maschinenbetrieb einsetzbar
- Gelernte: Oiler (deutsch: Schmierer, Öler), Assistent für Wartungsarbeiten, Inspektions- und Instandhaltungsarbeiten, Schmierkraft
- Ungelernte: Wiper (deutsch: Wischer): Reinigungskraft sowie Helfer für Wartungs-, Inspektions- und Instandhaltungsarbeiten
- Schiffsheizer und Kohlentrimmer (früher)

### Deckspersonal
- Bootsmann: Er untersteht direkt dem Ersten Offizier und koordiniert die Arbeiten an Deck und im Laderaum. In der Regel ist diese Position, auch auf Schiffen unter deutscher Flagge, von ausländischen Seeleuten besetzt. Bootsmann ist kein eigenständiger Ausbildungsberuf, sondern ein Bewährungsaufstieg vom Matrosen.
- Schiffsmechaniker: ausgelernter Vollmatrose und Schmierer ist sowohl im Decks- als auch im Maschinenbetrieb einsetzbar
- Matrose (Matrose/OA, Vollmatrose, Leichtmatrose)
- Schiffsjunge (Moses, heute: Azubi): Auszubildender oder Praktikant
- Deckshelfer ist die Funktions- oder Berufsbezeichnung für einen Seemann ohne Ausbildung.

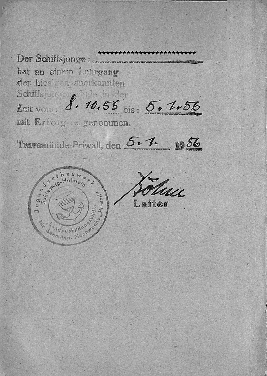
Ausbildung als Schiffsjunge Priwall, 5. Januar 1956
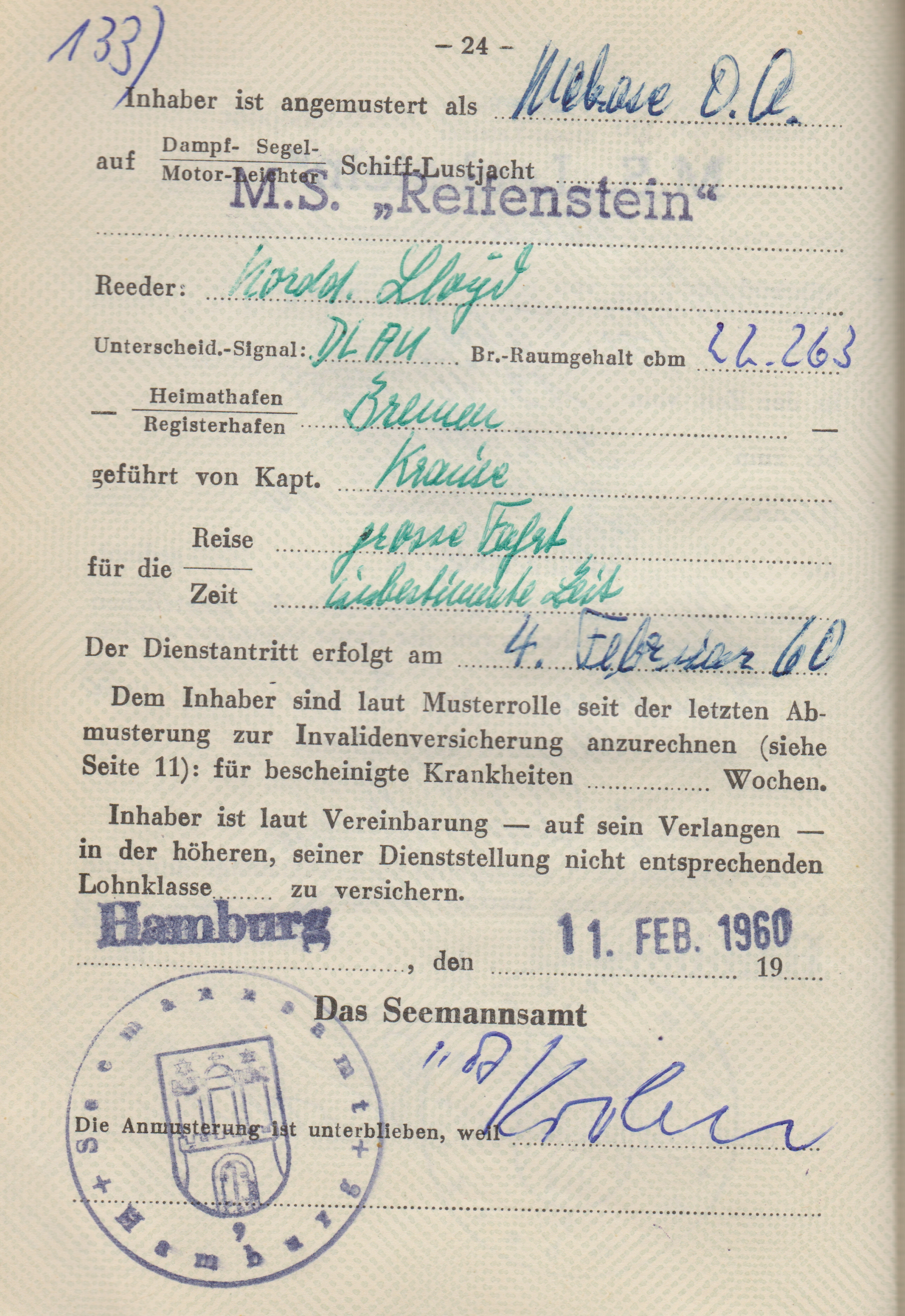
Matrose OA, MS Reifenstein, Februar 1960
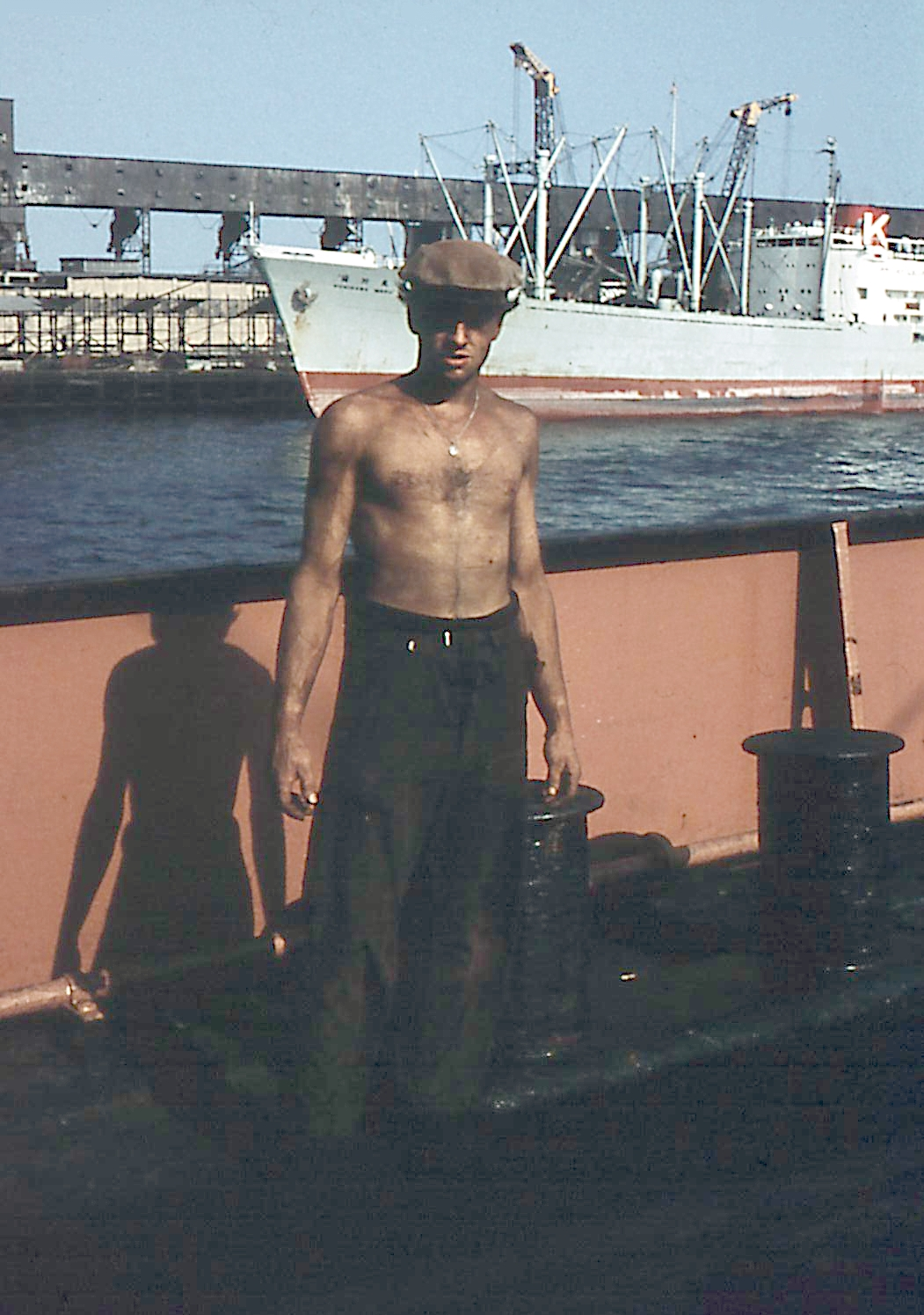
Matrose an Bord eines Frachtschiffs 1959

### Matrose
In der Handelsmarine war der Matrose bis 1983 ein Facharbeiter. Ein Seemann nach Beendigung der dreijährigen Lehrzeit und Prüfung an einer deutschen Seemannsschule wurde als Matrose mit Brief bezeichnet, die offizielle Bezeichnung lautete: Matrose in der Seeschiffahrt und die Prüfung umfasste die Befähigung zum Rettungsbootsmann und Feuerschutzmann. Die Ausbildung begann als Schiffsjunge (genannt Moses, da Moses als Kind in einem Binsenkorb ausgesetzt wurde), gewöhnlich nach einem Jahr war man Jungmann, nach wiederum einem Jahr Leichtmatrose. Der ausgelernte Matrose mit umfangreicher Erfahrung auf See wurde umgangssprachlich als Vollmatrose bezeichnet.
Die Ausbildung zum Matrosen wurde in der Bundesrepublik Deutschland 1983 eingestellt und durch die Ausbildung zum Schiffsmechaniker abgelöst. Nach der Wiedervereinigung ging die Ausbildung zum Matrosen in der DDR in die Ausbildung Westdeutschlands auf.

Matrosenbrief ausgestellt in Hamburg 1959
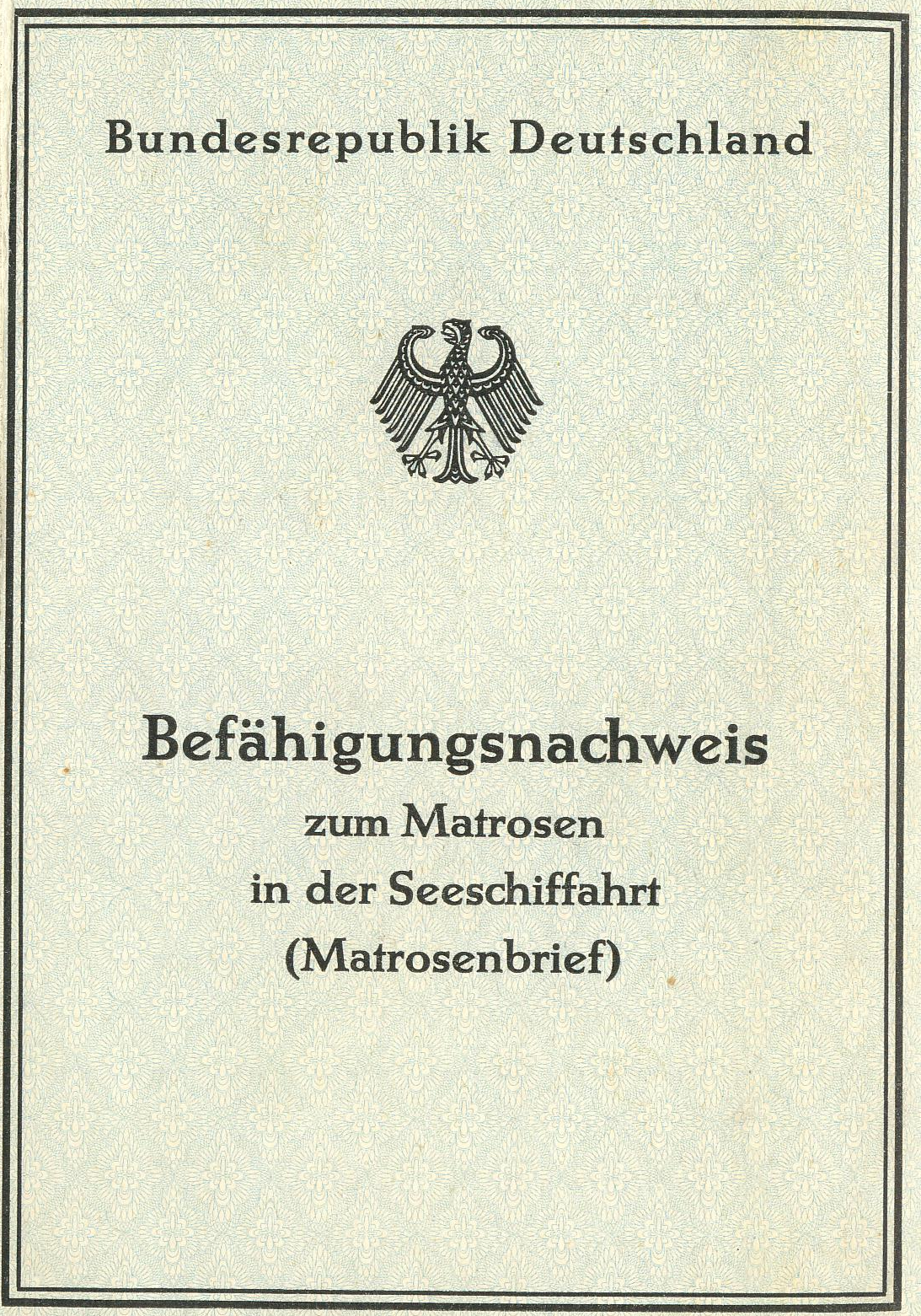
Matrosenbrief
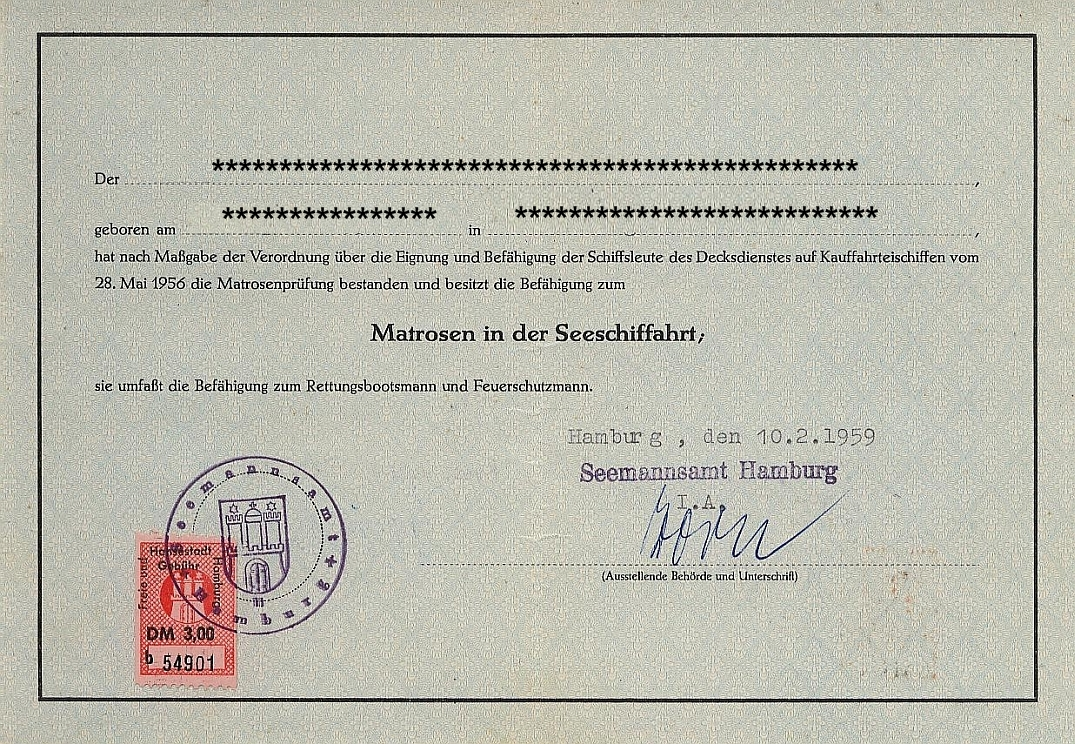
Matrosenbrief Innenseite
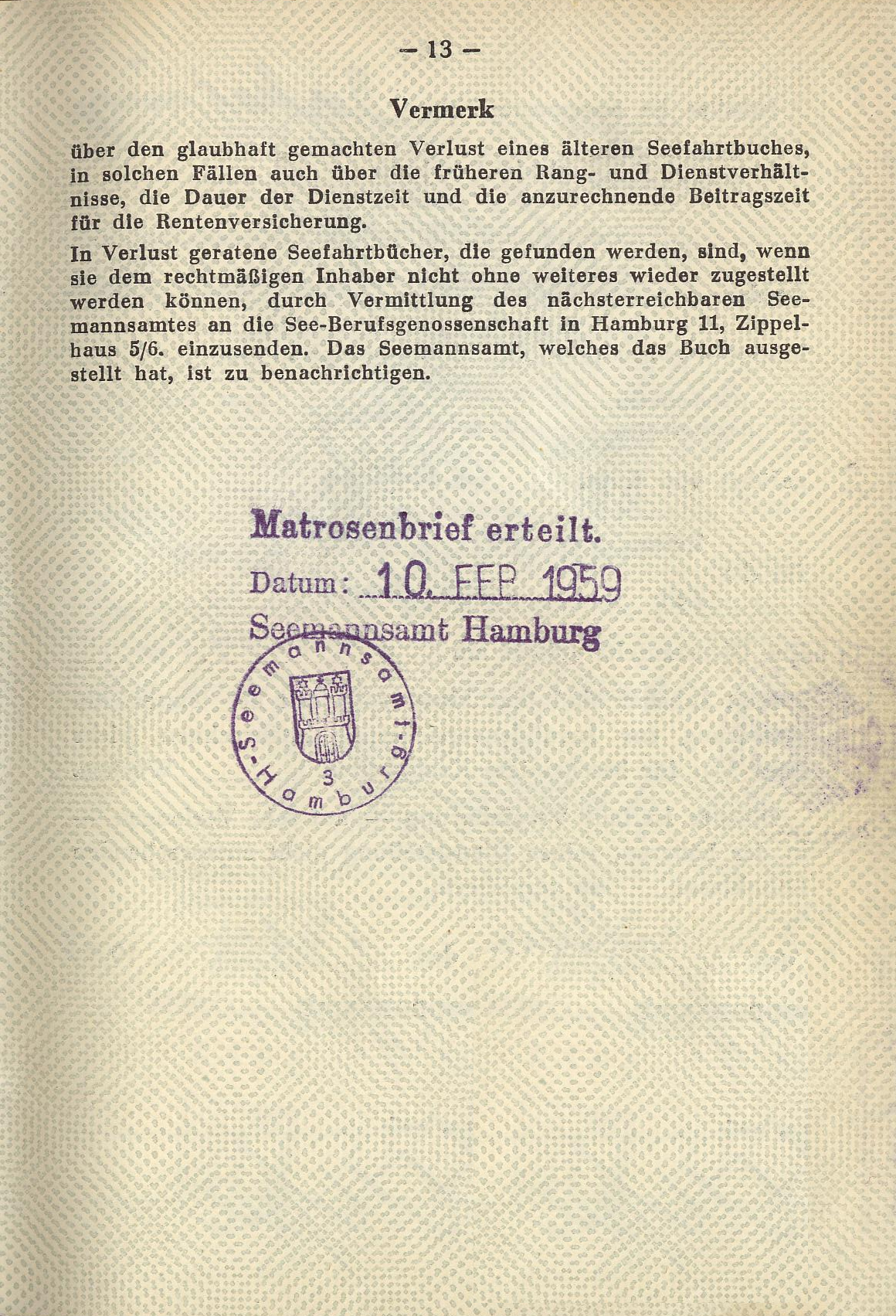
Matrosenbrief Eintrag im Seefahrtbuch
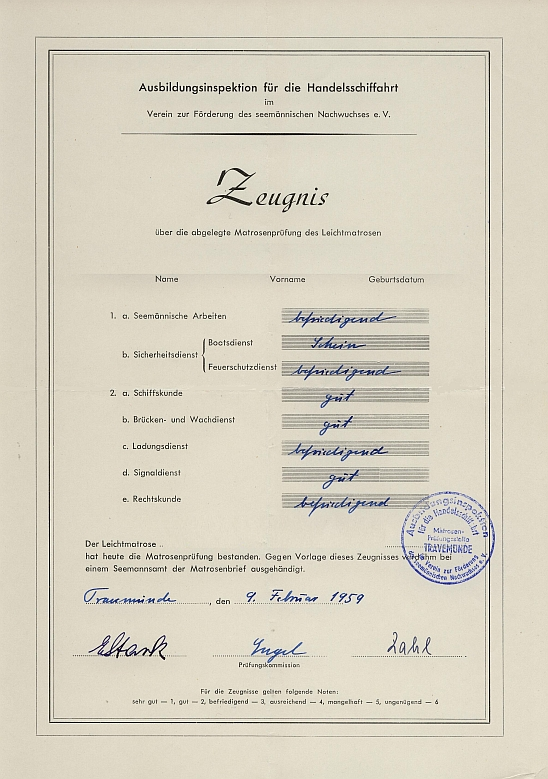
Zeugnis Matrosenprüfung vom 9. Februar 1959

In der Deutschen Marine ist ein Matrose der unterste Mannschaftsdienstgrad (Abkürzung Matr). Aufgrund der verschiedenen Tätigkeitsbereiche in der Marine braucht ein Matrose nicht notwendigerweise eine seemännische Ausbildung oder Verwendung zu haben. Die typische Uniform besteht u. a. aus einer weißen Tellermütze, einem weißen Matrosenhemd mit blauem Exerzierkragen und schwarzem Knotentuch mit weißer Schleife sowie einer blauen Hose. Für Seeleute im Maschinenbetrieb waren auch die umgangssprachlichen Ausdrücke „Heizer“ oder „Black Gang“ üblich.
Die adäquate Bezeichnung für einen Vollmatrosen in englischer Sprache ist Able (bodied) seaman (AB oder A/B) während „O.S.“ die Bezeichnung für „Leichtmatrose“ ist.
In der Royal Navy gibt es den Dienstgrad Able Seaman mit NATO-Rangcode OR-2.

## Weitere Seeleute
- Schifffahrt#Frauen an Bord
- Kanalsteurer
- Lotse
- Pilot (Seefahrt) (spez. Portugal)
- Pulveraffe
- Purser, Steward
- Schiffsarzt
- Schiffszimmerer
- Segelmacher
- Smut (Koch)